# Fanano
Fanano – miejscowość i gmina we Włoszech, w regionie Emilia-Romania, w prowincji Modena.
Według danych na rok 2004 gminę zamieszkiwały 2904 osoby, 32,6 os./km².